# Алатырский уезд
Ала́тырский уезд — административно-территориальная единица, существовавшая в период с 1565 по 1927 год. С 1565 по 1708 год в Приказе Казанского дворца, с 1708 года — в Казанской губернии, с 1719 года — Нижегородской губернии, с 1780 по 1796 года — в Симбирском наместничестве, с 1796 по 1925 года — в Симбирской губернии, в 1925—1927 годах — в Чувашской АССР. Уездный город — Алатырь.

## Географическое положение
Уезд располагался в центральной части Симбирской губернии. Площадь уезда составляла в 1897 году 4 832,1 вёрст² (5 499 км²), в 1926 году — 3 125 км².

## История

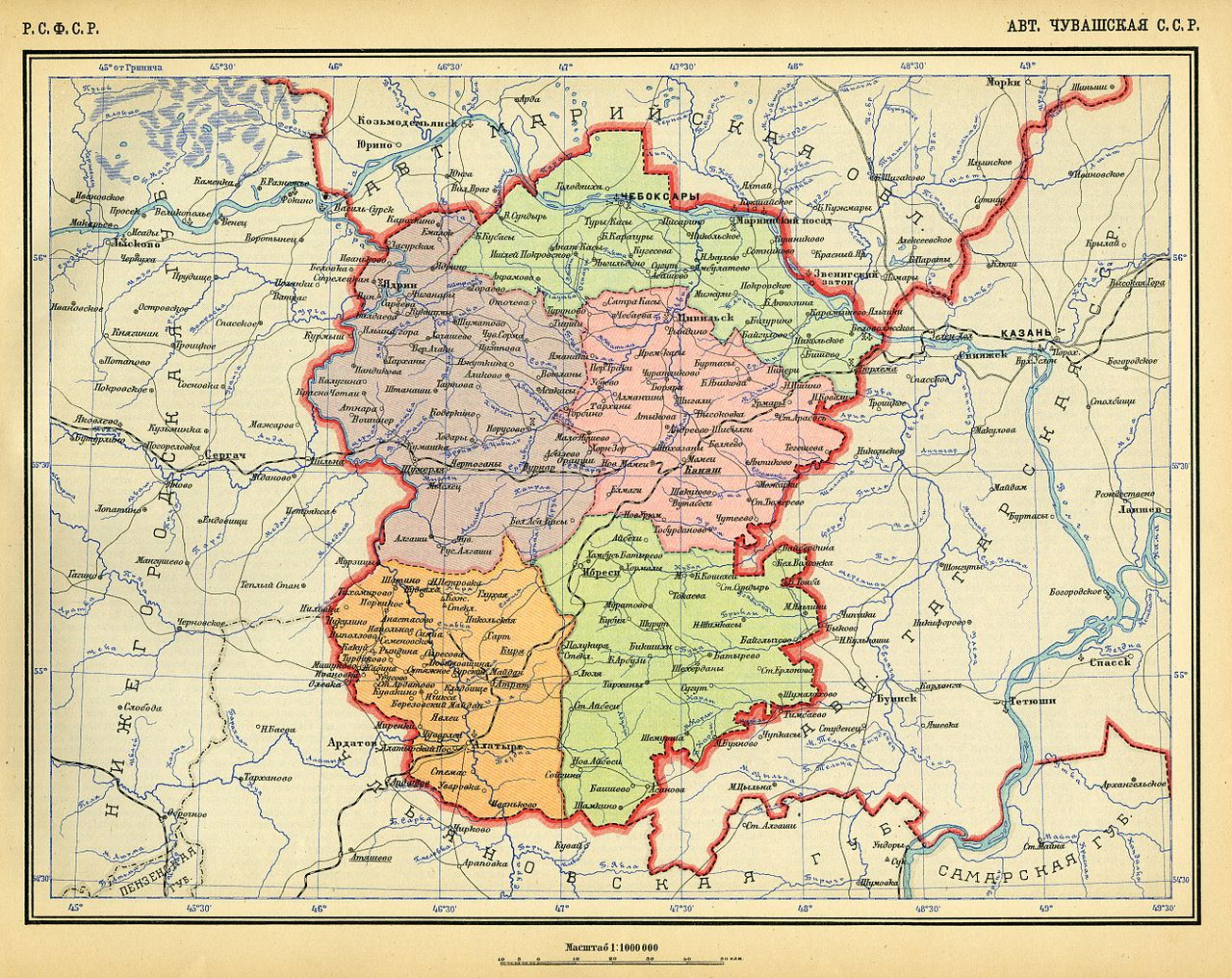
Алатырский уезд в составе Чувашской АССР

Алатырский уезд создан в 1565 году. В XVI—XVII веках управлялся воеводами, получавшими распоряжения из Приказа Казанского дворца, а также непосредственно из Москвы. На территории, подконтрольной алатырским воеводам, и непосредственно в Алатырском уезде возникли такие города, как Саранск, Симбирск, Карсун и др.
Алатырское Присурье длительное время оставалось пограничной территорией, имевшей важное стратегическое значение для защиты восточных рубежей Российского государства и освоения новых земель, начавшееся после взятия Иваном Грозным Казани в 1552 году.
В 1578 году для защиты от набегов ногайцев началось строительство засечной черты Темников-Алатырь-Тетюши, которая стала продолжением Большой засечной черты.
В административном отношении территория Алатырского уезда в первой половине XVII века включала в себя пять станов: Верхосурский, Низсурский, Верхалатырский, Пьянский, Верхомейский, которые делились на беляки: Идебердеевский, Лунгинский, Кашмурский, Кельдешевский, Козевельский, Корзяцкий, Порасенский, Тургаковский, Сулеменский, и охватывали большую часть будущих территорий Котяковского, Карсунского, Курмышского, Лукояновского, Сергачского, а также полностью Ардатовского, и собственно Алатырского уездов.
В 1640 году из южной части территории уезда был создан Атемарский уезд.

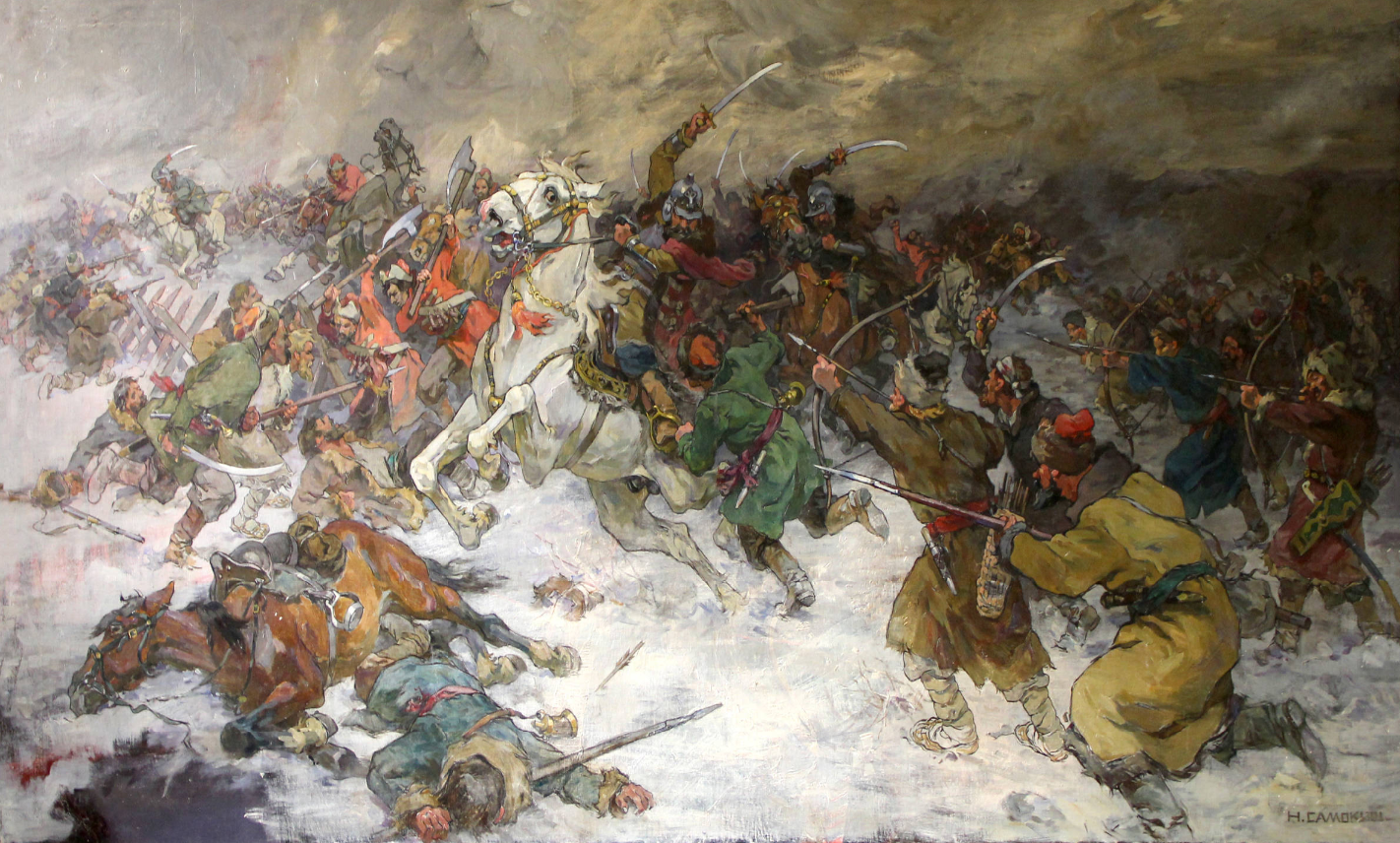
Картина Самокиш, Николай Семёнович «Бой разинцев с правительственными войсками на реке Алатырь»

В 1647 году для охраны Алатырского края от кочевников дворецкий и оружейничий Богдан Хитрово по указу царя Алексея Михайловича основывает город Карсун, а на следующий год проводит Симбирскую черту от реки Барыш до реки Волги, на берегу которой ставит город Симбирск. С образованием Корсунского уезда (1648) и Синбирского уезда (1649), Алатырский уезд потерял ряд земель.
В 1651 году из части территории уезда был создан Саранский уезд.
Территория уезда страдала не только от нападения кочевников, но и от многочисленных бандитских шаек и постоянно вспыхивающих крестьянских восстаний. В 1670 году во время восстания Степана Разина один из отрядов его войска под предводительством казака Максима Осипова вступил в Алатырский уезд и 16 сентября захватил Алатырь, после чего двинулся дальше вдоль Суры к Волге. Успокоить и усмирить край царским воеводам удалось лишь к январю следующего 1671 года.
С расширением территории Российского государства военное значение Алатырского уезда стало падать и на первое место вышли вопросы хозяйственного освоения его земель.
В 1708 году Алатырь с уездом приписываются к Казанской губернии, в 1714 году — к вновь образованной Нижегородской губернии, которая уже в 1717 году была упразднена а её территория возвращена Казанской губернии.
В результате реформы 1719 года была создана Алатырская провинция, вошедшая в состав Нижегородской губернии. Кроме Алатыря, как главного города, к провинции были приписаны также города Курмыш и Ядрин с их уездами. В 1779 году Алатырская провинция вошла в состав Казанской губернии. Территория провинции простиралась от реки Инзы на юге до города Курмыш на севере.

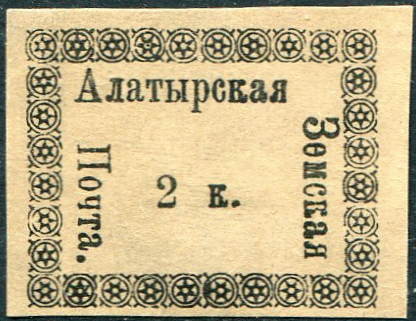
Земская марка Алатырского уезда.

В сентябре 1780 года Алатырский уезд был официально оформлен в составе созданного в результате реформы Екатерины II Симбирского наместничества, с 1796 года — в Симбирской губернии, тогда же часть территории перешло в Ардатовский уезд, а часть территории вернулась из упразднённого Котяковского уезда.
27 мая 1920 года к Алатырскому уезду была присоединена Помаевская волость Буинского уезда.
4 мая 1922 года к Алатырскому уезду были присоединены Анастасовская волость Курмышского уезда, а из Мурзицкой волости Курмышского уезда в Порецкую волость Алатырского уезда были переданы селения Бардино, Камасаево, Колычевка, Козловка, Мочкасы, Ряпино, Тареевка, Тихомирово и Шатино.
4 апреля 1924 года были упразднены Анастасовская (территория передана в Порецкую волость), Барышско-Слободская (территория передана в Промзинскую волость), Гулюшевская (территория передана в Промзинскую волость), Дубенско-Поводимовская (территория передана в Чиберчинскую волость), Кладбищенская (территория передана в Кувакинскую волость), Мишуковская (территория передана в Кувакинскую волость), Паранеевская (селения Дубровка, Капасово, Пашино, Паранеи, Троицкие Выселки и Сабанчеево были переданы в Атяшевскую волость Ардатовского уезда, а Дюрки и Мандаши — в Ждамировскую волость), Помаевская (территория передана в Астрадамовскую волость), Семёновская (территория передана в Порецкую волость), Сиявская (территория передана в Порецкую волость) и Сыресевская (территория передана в Кувакинскую волость) волости. При этом из Карсунского уезда в Алатырский была передана Енгалычевская волость (при этом она была упразднена и её территория передана в Чиберчинскую волость), из Симбирского уезда в Алатырский были переданы Архангельская и Чуфаровская волости (при этом они были упразднены и их территория передана в Астрадамовскую волость), из Белоключевской волости Карсунского уезда в Промзинскую волость были переданы селения Белый Ключ, Болтаевка, Лава и Степановка, из Белоключевской волости Карсунского уезда в Астрадамовскую волость было передано селение Малый Барышок, из Усть-Уренской волости Карсунского уезда в Астрадамовскую волость были переданы селения Александровка, Кивать, Красная Якла и Никитино, из Языково-Теньковской волости Симбирского уезда в Астрадамовскую волости были переданы селения Городец, Дьячий хутор, Кезьмино, Ружеевщина и Таузаковка, из Верхнетимерсянской волости Симбирского уезда в Астрадамовскую волость было передано селение Чирикеево, а из Жаренской волости Ардатовского уезда в Ждамировскую волость были переданы селения Андреевка и Кильвядня.
20 июля 1925 года уезд вошёл в состав Чувашской АССР в составе города Алатырь, Алатырской, Порецкой и Кувакинской волостей. При этом Астрадамовская волость была передана в Ульяновский уезд, а Ждамировская, Промзинская и Чиберчинская волости — в Ардатовский уезд.
В 1927 году Алатырский уезд был упразднён, на его территории был образован Алатырский район.

## Население
При создании Симбирского наместничества в 1780 году в уезде жило 24590 ревизских душ.
По данным переписи 1897 года в уезде проживало 158 188 чел. В том числе русские — 73,0 %, мордва — 26,7 %. В городе Алатырь проживало 12 209 чел.
По итогам всесоюзной переписи населения 1926 года население уезда составило 117 804 человек, из них городское (Алатырь) — 22 437 человек.

## Административное деление
В 1614 году уезд делился на беляки и пять станов: Верхосурский, Низсурский, Верхалатырский, Пьянский, Верхомейский, в который входило 174 населённых пункта.
В 1890 году в состав уезда входило 18 волостей:
| № п/п | Волость                | Волостное правление  | Число селений | Население |
| ----- | ---------------------- | -------------------- | ------------- | --------- |
| 1     | Алатырская             | г. Алатырь           | 12            | 12827     |
| 2     | Астрадамовская         | с. Астрадамовка      | 8             | 12414     |
| 3     | Барышско-Слободская    | с. Барышская Слобода | 4             | 6214      |
| 4     | Гулюшевская            | с. Гулюшево          | 8             | 11341     |
| 5     | Дубенско-Поводимовская | с. Дубёнки           | 5             | 12484     |
| 6     | Ждамировская           | с. Ждамирово         | 11            | 10888     |
| 7     | Кладбищенская          | с. Кладбищи          | 4             | 8010      |
| 8     | Кувакинская            | с. Кувакино          | 5             | 7671      |
| 9     | Мишуковская            | с. Мишуково          | 11            | 6527      |
| 10    | Паранеевская           | с. Паранеево         | 8             | 7388      |
| 11    | Порецкая               | с. Порецкое          | 1             | 4833      |
| 12    | Промзинская            | с. Промзино-Городище | 4             | 9305      |
| 13    | Сарская                | с. Сара              | 2             | 3405      |
| 14    | Сиявская               | с. Сиява             | 6             | 4755      |
| 15    | Сутяжинская            | с. Сутяжное          | 4             | 6639      |
| 16    | Сыресевская            | с. Сыреси            | 8             | 12406     |
| 17    | Турдаковская           | с. Семёновское       | 7             | 7433      |
| 18    | Чеберчинская           | с. Чеберчино         | 5             | 7613      |

В 1913 году в уезде было 16 волостей, упразднены Сарская и Сутяжинская волости, Турдаковская волость переименована в Семеновскую.

## Руководители
Список Алатырских воевод (города и уезда) и других лиц воеводского управления Архивная копия от 18 июля 2020 на Wayback Machine

## Известные личности
- Родившиеся в Алатырском уезде